# Mühlenhof (Techentin)
Mühlenhof ist seit 1974 ein Ortsteil der Gemeinde Techentin, zuvor gehörte es von 1950 bis 1974 zur Gemeinde Augzin. Heute gehören beide Dörfer zum Amt Goldberg-Mildenitz im Landkreis Ludwigslust-Parchim in Mecklenburg-Vorpommern.

## Geografie und Verkehr
Mühlenhof liegt an der Kreisstraße K 24 von Techentin nach Lübz. Östlich befindet sich der Sehlstorfer Forst mit dem Großen und Kleinen Hexenmoor. Nördlich der Siedlerkoppel befand sich die Glashütte auf dem Flurstück Alte Glashütte. Westlich in Richtung Herzberg befindet sich das Mühlenholz mit dem Lindenbach als Grenzbach.

## Geschichte
Mühlenhof wurde am 6. Mai 1417 erstmals erwähnt, als Otto von Schwerin zu Darze erklärte, dass sein von der Mutter zu Techentinerhagen (heute Langenhagen) ererbter Pfandbesitz am Molenvelde durch Hermann Hagenow zu Brüsewitz (heute Brüz) eingelöst worden sei. Nicht erwähnt wurde, ob das Mühlenfeld schon bebaut oder eine unbewohnte Feldmark war. In dem von 1424 bis 1426 zwischen Mecklenburg und Brandenburg stattgefundenen Krieg soll auch das Dorf Mühlenhof zerstört worden sein.
1428 setzte Hermann Hagenow das wüste Dorf Molenvelde bei den Herceßberge (heute Herzberg) dem Parchimer Kaland als Pfand. 1429 verkauften die Hagenows das wüste Dorf und die Feldmark für 500 lübsche Mark an den Propst Hinrich Voss und die Priörin Abele von Grabow vom Kloster Dobbertin. Das Kloster baute die Wirtschaftszimmer des Hofes wieder auf und nannte es den Neuen Mühlenhof. Dazu konnte der Mestliner Pastor Johann Buchholz am 12. Februar 1787 in der Urkundensammlung des Dobbertiner Closter Archiv beim Klosterhauptmann Hans Friedrich Christian von Krackewitz diese Urkunden einsehen, abschreiben und übersetzen.
In den Bauernlisten der Amtsbücher erscheint der Hof auf dem Mühlenfeld als Mühlenhof 1560 als Neugründung. 1593 ist im Clagbuch des Klosters Dobbertin vermerkt, dass des Schusters Hans Schmitt Sohn Christoffer und Chim Schulz, des Hofmeisters Hans Schulz Bruder, beide Drescher zu Mühlenhof, in eine Schlägerei mit Leuten aus Kogel und Sparow verwickelt waren. 1594 wurden Thomas Dreval als Kuhhirte und seine Frau als Schweinehirtin angenommen. 1597 kamen weitere Mestliner Ackerflächen zum Mühlenhof. Bis zum Dreißigjährigen Krieg sollen 12 Bauernhufen auf dem Mühlenfeld bestanden haben, die 1638 alle wüst wurden, da der Ort durch den Krieg auch in Mitleidenschaft gezogen wurde. Zwischen 1720 und 1742 gab wiederholt Grenzstreitigkeiten zwischen den Klostergütern Mestlin und Mühlenhof und den Dörfern Techentin und Augzin des fürstlichen Amtes in Goldberg.
Die Mühlenhöfer Feldmark wurde bis 1747 ein Vorwerk des Mestliner Hofes und hatte nach der Trennung Abgaben an die Mestliner Kirche zu liefern.

### Glashütte
Von 1745 bis 1760 bestand auf dem sogenannten wüsten Felde der Mühlenhofer Feldmark eine Glashütte. Sie befand sich etwa ein Kilometer östlich des heutigen Ortes, sogar der Flurname Glashüttenbarg erinnert noch daran.
Der Glassmeister Leutnant Gundelach, der eine Glashütte bei Bolz besaß, legte schon 1745 dem Dobbertiner Klosteramt einen Contract zur Anlegung einer Glas Hütte in dem Hochdadligen Closter Holtz für zwölf Jahre vorgelegt. Doch die Klostervorsteher, der Klosterhauptmann Geheimrath Henning Friedrich von Bassewitz auf Prebberede und der Provisor Obrist Leutnant von Thomstorff auf Rotspalk schlossen 1747 den Glashüttenvertrag mit dem Drost von Müller, dem Amtsrat aus Stavenhagen. Dieser verpachtete den Mühlenhof an den Glasemeister Johann Christian Seitz, der ab 1751 mit seiner Frau, Schwiegermutter und Schwägerin, zwei Mägden, dem Schäfer David Hahn und zwei Knechten auf dem Hof wohnten. Die Seitz waren eine weitverzweigte Glasmacherfamilie in Mecklenburg. Für den geregelten Produktionsablauf auf der Glashütte war der Vizemeister Frantz Brauer verantwortlich, der mit seiner Frau noch vier Mägde und drei Knechte in seinem Hause beschäftigte. Denn sein Nebenverdienst war die Betreibung des Hüttenkrug, wo er Bier brauen und ausschenken durfte und Lebensmittel verkaufte. Nach dem Beichtkinderverzeichnis von 1751 lebten in der Glashüttensiedlung noch ein Schulmeister und 57 Arbeiter. Bei zeitweise 22 Familien hatte der Lehrer über 50 Kinder zu betreuen. Am 4. Mai 1751 gab es noch einen Vergleich über die Mühlenhoffer Mühle zwischen den Pastoren Karl Helmuth Neander aus Mestlin, Adam Lantzius aus Benthen und Johann Christoph Lange aus Brüz.
1760 wurde der Glashüttenbetrieb eingestellt. Nach Ende der Glasproduktion waren die abgeholzten Flächen ackerbaulich nutzbar und durch die Beweidung mit Schafen für eine landwirtschaftliche Nutzung vorbereitet.

### Dorf, Gutsanlage

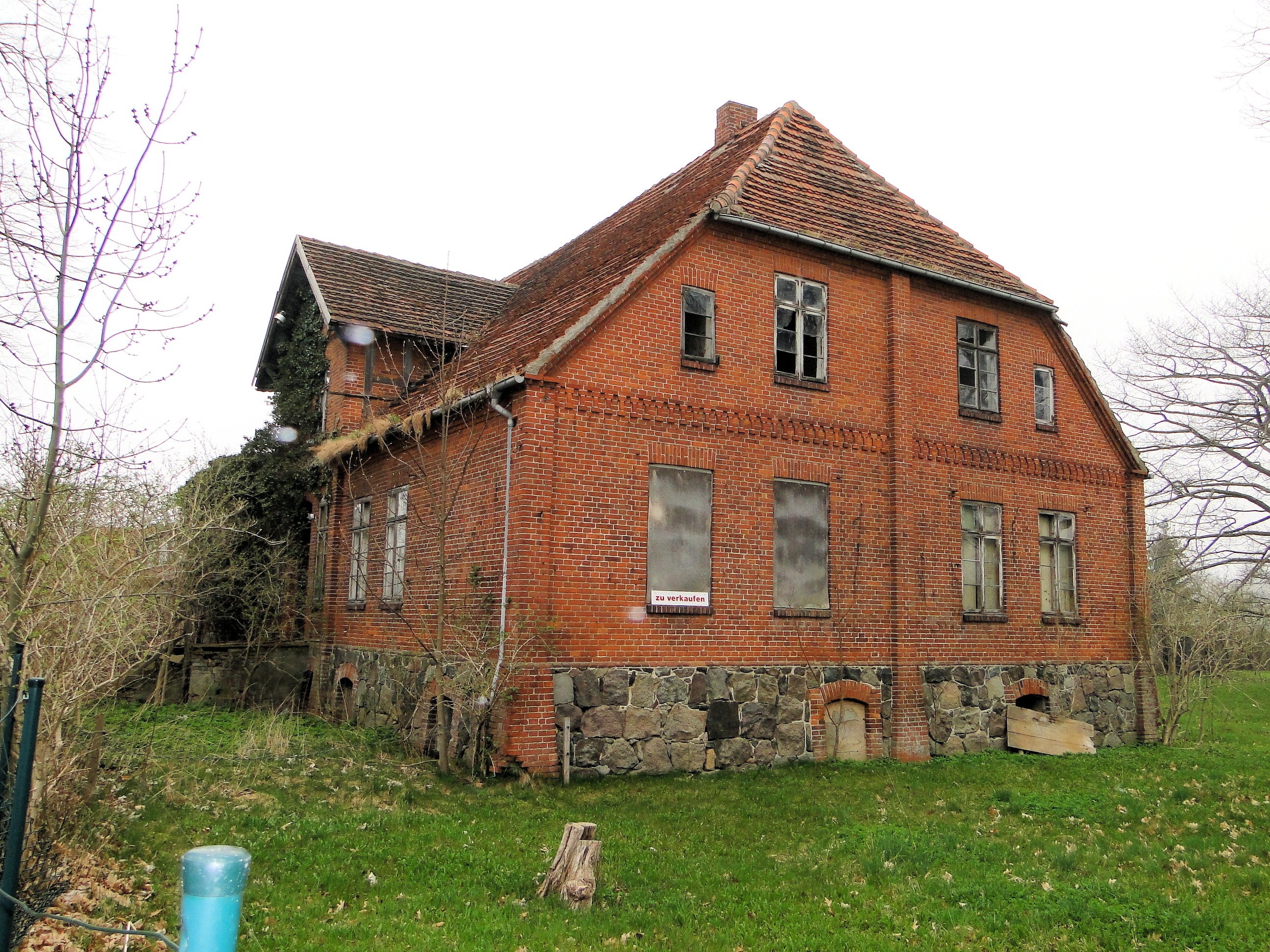
Gutshaus, Ringstr. 20 (2013)

Nachdem 1760 die Glashütte einging, legte das Klosteramt Dobbertin einen kleinen Hof als Meierei (Nebenhof) an. Später wurde Mühlenhof ein selbstständiger Pachthof mit eigenen Arbeitern. Erster Pächter des Hofes und der gesamten Feldmark war dann Adam von Drieberg. Nachdem Drieberg den Hof seines Bruders übernahm, pachtet 1762 Oberhauptmann Hans Friedrich von Plessen als Erbherr auf Herzberg das Gut und ließ es durch seinen Verwalter bewirtschaften. In dieser Pachtperiode der von Plessen gab es viele Beschwerden, Streit mit dem Dienstpersonal, Klagen von Sehlstorfer Bauern wegen Entwendung gepfändeter Schweine und Prozesse mit dem Klosteramt Dobbertin. Das Dobbertiner Klosteramtsgericht hatte in Mühlenhof mehrfach zu tun. 1774 soll der Bruder des Pächters Holsten die Frau eines Einliegers geschlagen haben. Dafür musste er 1 Reichstaler und 24 Schillinge Buße zahlen und durfte nicht wieder schlagen. Für die Prügelei mit Pächter Sauerkohl hatte man 1798 Soltow zu 6 Karbetschen Streichen verurteilt und er musste die Protokoll Gebühren zu bezahlen. Und zwei Mühlenhöfer Knechte wurden wegen Trunkenheit mit 15 Rohrhieben, aufs Brusttuch zu belegen bestraft. Der Dorfkrug noch nach 1810 noch in Betrieb.
Verwaltungsmäßig gehörte Mühlenhof zum Klosteramt Dobbertin, kirchlich zur Kirchgemeinde Mestlin, die eine Patronatskirche des Klosters Dobbertin war. Nach dem Verzeichnis von 1783 lebten 55 Menschen, davon 23 Kinder, in Mühlenhof. Auf dem Hof des Pächters Gustav Holst waren es 13 Personen. Im äußeren Katen, dem Krug und Holländerei lebten mit dem Krüger und Schneider Friedrich Pesecke und dem Dröscher Hinrich Luckmann noch 11 Arbeiter. Im Katen der Schäferei wohnten mit dem Schäfer Stephan Ulrich Bade weitere zehn Arbeiter. Im vordersten Hirtenkaten betreute die Witwe Stieren den Hirt Daniel Menck und weitere Hüttenarbeiter.
Während der Franzosenzeit in den Jahren 1806 bis 1813 hatte auch Mühlenhof unter Kriegslieferungen, Abgaben und Plünderungen zu leiden. In der Aufstellung des Pächters Friedrich Hamann von 1817 wurden alle entwendeten Rinder, Pferde, Hafer, Roggen, Weizenmehl im Wert von 210 Reichstalern aufgelistet. Neben dem Gut hatte Mühlenhof zu dieser Zeit noch einen Dorfkrug und eine Schmiede. Der Krug lag damals an der Kreuzung der wichtigen Fernlandstraße von Wismar nach Berlin, die über Sternberg, Mestlin weiter über Lübz führte. In Mühlenhof kreuzte sich diese Fernlandstraße mit der von Güstrow über Kläden, Techentin, Augzin, Herzberg nach Parchim. Seit dem Bau der Kunststraßen, der befestigten und gepflasterten Straßen lag Mühlenhof abseits der großen Landstraße.
Einer Nachricht der Dobbertiner Klostervorsteher, dem Rittmeister und Provisor Gottfried Hartwig von Weltzien auf Benthen, dem Erbherr und Provisor von Hobe auf Jürfenstorff und dem Klosterhauptmann Kammerjunker Hans Friedrich Christian von Krakewitz auf Briggow vom 5. August 1807 ist zu entnehmen, dass Mühlenhof nach einem heftigen Gewitter das Unglück hatte, dass ein Blitz in das dortige Viehhaus einschlug und der Brand es dann in Asche legte. Bei diesem heftigen Gewitter in der Goldberger Umgebung schlug der Blitz auch in den Dobbertiner Kirchturm ein. Nach dem Plan der Gebäude des Gutes Mühlenhof von 1818 für die Mecklenburg-Schwerin-Güstrowschen Brandversicherungskasse hatte das Gut neben dem Pächterhaus, dem Holländerhaus noch vier Ställe für die Pferde, Schafe und das Kleinvieh, zwei Scheunen und ein Wagenschauer. Etwas abseits hinter dem Pächterhaus befanden sich das Backhaus, das Milchhaus und der Torfschauer.
Zwischen 1832 und 1865 entstanden im Dorf ein Schulmeisterhaus mit einem Stall und das Krughaus mit zwei Wohnungen. Das vormalige Holländerhaus und einige zweihischige mit Schilf eingedeckte Katen, als Haus mit zwei Wohnungen, erhielten nun Steindächer. Denn nach den baupolizeilichen Vorschriften des Klosteramtes sollten von nun an nicht feuersicher gedeckte Wohngebäude eine feuersichere Bedachung erhalten. 1870 wurde ein dreihishiger Kathen errichtet. Auf dem Gutshof standen zwei und im Dorf eine Pumpe.
1866 wurde das heutige eingeschossige Gutshaus mit Ziegeln aus der klostereigenen Ziegelei von Mestlin errichtet. Der ziegelsichtige Bau von acht Achsen mit einem Krüppelwalmdach steht auf einem hohen Kellergeschoss aus Feldsteinen. Beidseitig wurde das Dachgeschoss mit Zwerchhäusern in ausgemauertem Fachwerk versehen. Der Eingang befindet sich auf der ehemaligen Hofseite mit einer vorgebauten Treppenpodest. An dem recht schlichten Bau wurden nur die Trau- und Gurtgesimse der Giebel mit gemauerten Zierleisten versehen. Hinter dem Gutshaus gab es einen kleinen, heute kaum noch erkennbaren, Gutsgarten mit sehenswerten alten Buchen. Das Viehhaus wurde 1867 errichtet.
Nach der Volkszählung 1876 hatte Mühlenhof 80 Einwohner, 1896 waren es noch 69 Einwohner und die Landwirtschaftsfläche betrug 392,8 Hektar. Mühlenhof gehörte 500 Jahre dem Kloster Dobbertin. Nach Auflösung des Klosteramtes Dobbertin 1919 wurde Mühlenhof Staatsdomäne und danach als Landeseigentum von der Landdrostei Lübz-Marnitz verwaltet. Ökonomierat Flindt feierte am 17. November 1918 sein 70. Geburtstag. Seit 1890 war er Vorsitzender des Goldberger Lokalvereins und 1918 Vorsitzender des landwirtschaftlichen Kreisvereins Plau. Am 19. November 1918 leitete Ökonomierat Flindt im Brunnenhotel zu Goldberg die Bildung des Bauerrates.
1921 erfolgte die Neuverpachtung an Ernst Flindt, der Amtsgerichtsrat in Neustadt-Glewe war. Die Bewirtschaftung des Gutes erfolgte durch seine Frau Elly, geb. Wulf aus Mühlenhof und einem Inspektor.
 Pächter in Folge waren:
- 1650 Hans Brandt (gemeinsam mit Hof in Mestlin)
- 1670 Hans Jacob Brandt (als Sohn)
- 1704 Jacob Janenzky
- 1712 Lorenz Frahm
- 1715 Hans Joachim Schwarz (Schwiegersohn von Frahm)
- 1725 Spreckels
- 1728 Hagemeister
- 1730 Lankhoff
- 1736 Claus Evert
- 1743 Graffe

Ab 1747 wurde mit Anlegung der Glashütte der Mühlenhof durch das Klosteramt Dobbertin vom Hof Mestlin getrennt und an den Drost von Müller, Amtmann zu Stavenhagen verpachtet.
- 1747 Glasermeister Friedrich Seitz
- 1752 Landvermesser Jacob Valentin Horst
- 1757 R. Schwarz
- 1758 Johann Joachim Friedrich Brauer
- 1760 Schack Adam von Drieberg auf Sprenz
- 1762 Oberhauptmann Hans Friedrich von Plessen auf Herzberg
- 1764 Hofinspektor Johann Wilhelm Cowalsky[24]
- 1773 N. Hinz
- 1774 Gustav Holsten
- 1798 Sauerkohl
- 1807 Christoph Hamann
- 1813 Friedrich Hamann
- 1850 Stender auf Menzendorf
- 1865 Bernhard Cabell
- 1893 Ökonomierat Ernst Flindt auf Kirch Kogel
- 1921 Amtsgerichtsrat Flindt aus Neustadt-Glewe

Die großen Stallgebäude und Scheunen zu beiden Seiten des Gutshofes, dem heutigen Dorfplatz im Bereich der Ringstraße, sind nicht mehr vorhanden. Ein großer Bereich des Hofes ist heute eine Wiese mit einem Gedenkstein für die Kollektivierung Vom Ich zum Wir.

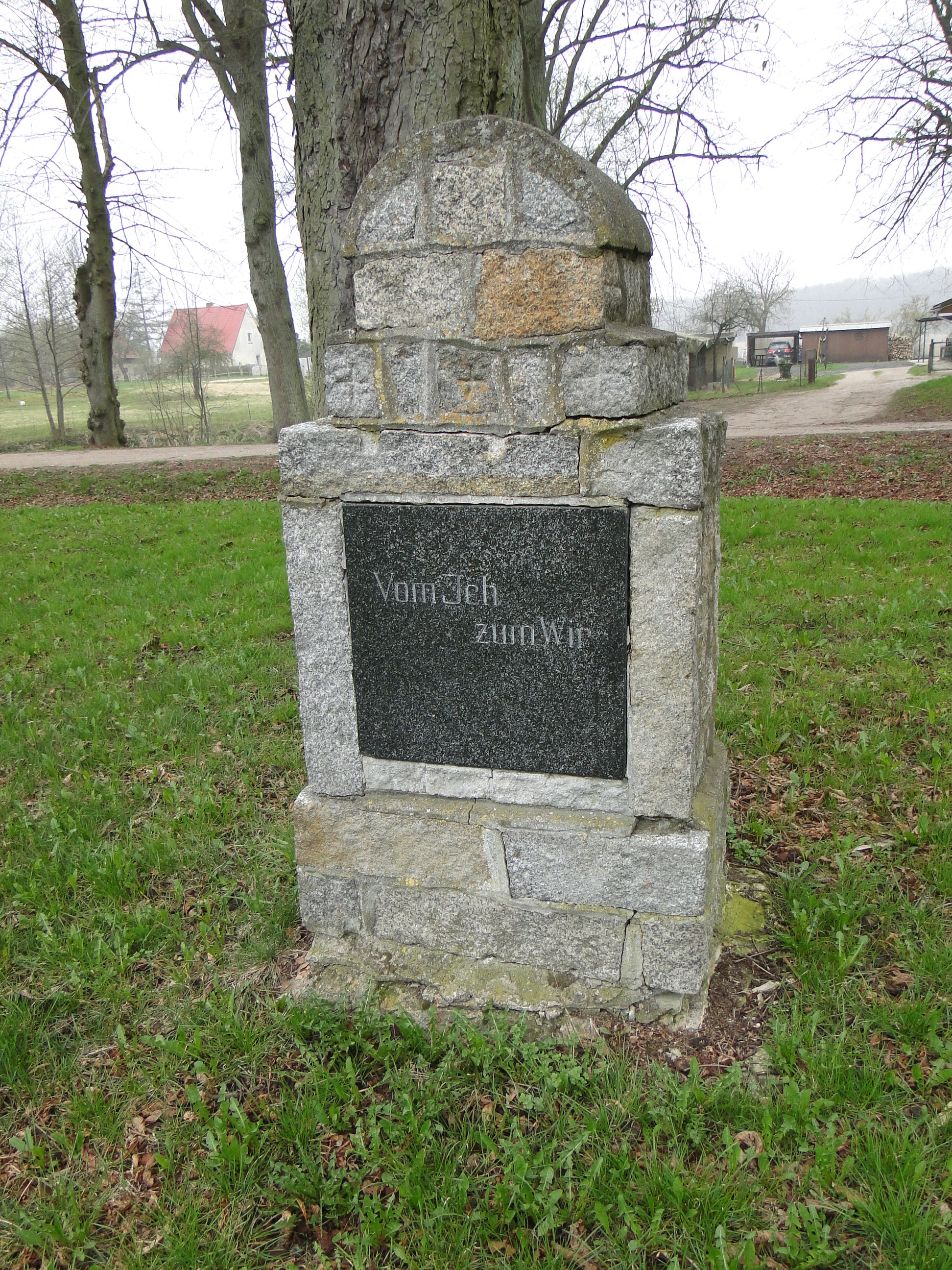
Gedenkstein für die Kollektivierung Vom Ich zum Wir. (2013)

In den Tagelöhnerkaten wohnten bis zu zwölf Familien, die die ständige Arbeit auf dem Gut verrichteten. Dem Inspektor stand ein Statthalter zur Seite, der die Arbeiten beaufsichtigte. Neben dem Kutscher für den Pächter und Inspektor gab es noch vier Gespannführer, die die wichtigsten Feld- und Transportarbeiten ausführten. Vom Sommer bis zum Herbst arbeiteten auch polnische Schnitter auf dem Gut.
1920 brannte der Jungvieh- und Schweinestall ab und 1935 brach bei einem Gewitter eine baufällige Scheune zusammen. Ab 1930 gab es für den Traktor Lanz-Bulldog noch einen Treckerführer. Im Zweiten Weltkrieg ersetzten sowjetische Kriegsgefangene die zum Wehrdienst eingezogenen Männer.
Das Ende des Krieges bedeutete auch das Ende der Gutswirtschaft in Mühlenhof. Aus dem Osten kamen Flüchtlinge, die Unterkunft im Keller des Gutshauses und in der Schnitterkaserne fanden. Nach Osten zogen polnische Zwangsarbeiter und russische Kriegsgefangene, die mehr als Lebensmittel mitnahmen. Während des Einrückens der Sowjetarmee am 2. Mai 1945 erschoss sich die Pächtersfrau und die Gutsköchin wurde von Russen erschossen. Sie hätte angeblich die sowjetischen Arbeitskräfte auf dem Gut schlecht verpflegt. Ein Umsiedler wurde mit Wirtschaftsführung des Gutes beauftragt.

### Weitere Nutzung
Im Zuge der demokratischen Bodenreform erhielten im September 1945 etwa 35 ehemalige Tagelöhner- und Flüchtlingsfamilien jeweils fünf Hektar Ackerland, ein Hektar Wiese und ein Hektar Wald. Das vorhandene Vieh wurde aufgeteilt. Im Ergebnis des Neubauern-Bauprogramms entstanden nach 1948 vierzehn Neubauerngehöfte. Ein Teil des Baumaterials wurde durch Abriss einiger Gutsgebäude gewonnen.
Am 1. April 1956 gründeten sieben Neubauern aus Mühlenhof gemeinsam mit Mitarbeitern des bisherigen Örtlichen Landwirtschaftsbetriebs Augzin die LPG Bergland Augtin vom Typ III. Die restlichen Mühlenhofer Einzelbauern schlossen sich 1959 zu der LPG Typ I. Lindenhof zusammen. Ab 1960 befand sich im ehemaligen Gutshaus der Konsum und zeitweilig der Kindergarten.
1961 gab es nur noch die LPG Bergland in Augzin und Mühlenhof. 1974 schloss sich die Feldbaubrigade der LPG mit vier weiteren Betrieben zur KAP, einer Kooperativen Abteilung Pflanzenproduktion Augzin-Dobbertin zusammen. Ab 1977 wurde sie dann eine eigenständige LPG Pflanzenproduktion und bewirtschaftete alle Flächen zwischen Mühlenhof und Dobbertin. 1991 lösten sich die LPG`n auf und es entstand die Augziner Marktfrucht e. G., die heute auch die Felder der Mühlenhofer Landbesitzer bewirtschaftet.
Das Gutshaus wurde 1990 privatisiert und ist durch Vandalismus stark beschädigt.

### Eingemeindung
Am 1. Juli 1950 wurde Mühlenhof in die Gemeinde Augzin eingegliedert.

## Besonderheiten
- In Mühlenhof erzählte man sich, wie hart und unnachgiebig der Gutsherr Baron von Treuenfels auf Muschwitz und Herzberg seine Söhne erzog. Dieser Sage nach ritt er auf seinem Hengst täglich über die Felder in Richtung Mühlenhof. Ihm folgten auf Ponys seine beiden Söhne und sollten über den Warnowgraben springen. Doch die Ponys trotzten dem Hindernis, die Jungen fielen in den Graben und der Baron trabte wutentbrannt ohne seine ungeschickten Söhne mit den Ponys nach Hause.[26]

## Persönlichkeiten
- Heinrich (Christian Elias) Hamann (1813–1892), Pastor, geb. 21. Oktober 1813 in Mühlenhoff. Sein Sohn Gustav Hamann entwarf und baute als Architekt 1880 den Anbau an der südöstlichen Ecke des Kreuzganges im Kloster Dobbertin.

### Gedruckte Quellen
- Mecklenburgisches Urkundenbuch (MUB)
- Mecklenburgisches Jahrbuch (MUB)

### Ungedruckte Quellen
Landeshauptarchiv Schwerin (LHAS)
- LHAS 1.5-4/3 Urkunden Kloster Dobbertin. Regesten.
- LHAS 3.2-3/1 Landeskloster/Klosteramt Dobbertin. 7.27 Mühlenhof
- LHAS 3.2-4 Ritterschaftliche Brandversicherungsgesellschaft. 1782–1932.
- LHAS 5.11-2 Landtagsverhandlungen, Landtagsversammlungen, Landtagsprotokolle und Landtagsausschuß.
- LHAS 5.12-3/1 Ministerium für Landwirtschaft, Domänen und Forsten, Abt. Siedlungsamt. Kreis Parchim, Nr. 1489 Pachthof Mühlenhof 1920–1933.
- LHAS 5.12-9/5 Landratsamt Parchim. Nr. 102 Domäne Mühlenhof 1939.
- LHAS 10.63-1 Verein für mecklenburgische Geschichte und Altertumskunde.

## Karten
- Topographische oekonomische und militaerische Charte des Herzogthums Mecklenburg-Schwerin und Herzogthum Ratzeburg, Klosteramt Dobbertin mit der Sandpropstei. vom Grafen Schmettau 1758.
- Direktorial-Vermessungskarte Von dem Hochadeligen Dobbertinschen Klosteramt. 1759.
- Wiebekingsche Karte von Mecklenburg 1786.

Koordinaten: 53° 33′ N, 11° 57′ O